# 湯姆貓與傑米鼠：街頭歷險記
《湯姆貓與傑米鼠：街頭歷險記》（英語：Tom and Jerry: The Movie）是1992年《汤姆与杰利》的首部电影，並於1993年7月在美國公映，2002年11月20日開始在香港以VCD發售。由Phil Roman制作。片长为1小时24分钟。

## 剧情
汤姆与杰利以及他们的主人将要搬家，搬家的汽车在他们的老房子前等待，汤姆坐在汽车的后部。然而当汤姆注意到杰利，汤姆便用一根棍子把杰利彈出去，杰利知道他將飛出去时，便抓住汤姆的胡须，使他们双双飞出車外。杰利迅速飞奔到他的鼠洞，并锁上门，而汤姆在门上钉上了木板。当汤姆试图追上已经开动的搬家车时，他以遇到了一只斗牛犬而结束。为了安全，汤姆跑进房子并在那里留了一夜。
第二天，汤姆与杰利发现房子被拆除，取而代之的是一间新的公寓。它们遇到一只名为Puggsy的狗和他的朋友跳蚤弗兰基，他试图教汤姆与杰利成为朋友。然后，他们都同意有一个'盛宴'在自己的位置，通过Puggsy在垃圾桶里收集剩饭做“自助餐”。当Pugsy的托盘装满之后，几个捕狗人抓住了Puggsy和跳蚤弗兰基，并将他们锁在汽车内。
之后汤姆与杰利遇到了罗宾·卓斯妮，在她母亲去世时，她还是个婴儿。她被其监护人费格阿姨和她的律师利克布欺骗说她的父亲已经死了，为了帮助她，汤姆与杰利被罗宾可恶的费格阿姨抓住，并被邪恶的艾波奇科博士投入了宠物监狱。汤姆与杰利成功地逃亡，并且解救了它们的新朋友Puggsy和弗兰基，还有许多无辜的小貓小狗。与罗宾一起，他们开始了寻找罗宾的父亲，在途中他们经过了儿童乐园，但由于费格阿姨销售的牛奶上有寻人启事被儿童乐园的船长告发，罗宾·卓斯妮和汤姆与杰利坐上小船来到了罗宾以前和爸爸住的小木屋，可是费格阿姨提前来到这里，一不小心油灯被打翻整个木屋着了火，汤姆与杰利和罗宾·卓斯妮被迫逃上屋顶，而费格阿姨和她的律师利克布特坐船而逃。这时，罗宾的爸爸开着飞机从西藏赶回救了大家。之后汤姆与杰利被带到一个新的家，他们俩保证决不欺骗对方了。但只要罗宾和她爸爸都不在家，汤姆与杰利都很快恢复了回到自己的老路子，而电影以汤姆追逐杰利作为结束。

## 繆誤
電影中的女主角罗宾·卓斯妮要從美國前往西藏幾乎全程都是陸路和以步行的方法前往，然而美洲大陸與地處亞洲大陸的西藏完全沒有陸路可直達，必須橫過大西洋或經白令海才能進入亞洲大陸。

## 家用媒体发行
电影首先由Family Home Entertainment于1993年10月26日发布了家用录像系统和影碟版本。然后于1999年3月2日重新发布家用录像系统版本，并在2002年3月26日由华纳家庭影视首次发行DVD版。目前不清楚是否发布蓝光版。